# Abresch
Abresch is een geslacht oorspronkelijk afkomstig uit het Westerwald in Duitsland dat in Nederland vele predikanten en enkele hoogleraren en bestuurders voortbracht. Het geslacht Abresch werd eind 19de eeuw opgenomen in het Stam- en Wapenboek van A.A. Vorsterman van Oijen.    

## Enkele telgen
- Johan Pieter Abresch (1657-?) baljuw te Homburg, later te Braunfels, stamvader van het geslacht Abresch
  - Frederik Lodewijk Abresch (1699-1782) student te Herborn, later te Utrecht, rector latijnse school te Middelburg, hierna hoogleraar te Zwolle
    - ds. Petrus Abresch (1736-1812) predikant te Ingen, Hein en Dodewaard, Hoorn en tot slot in Groningen waar hij hoogleraar werd in de theologie
      - mr. Jeremias Frederik Abresch (1745-1805) lid van de gemeenteraad van Zwolle
        - ds. Frederik Lodewijk Abresch (1772-1856) predikant te IJsselstein
          - ds. Frederik Johannes Abresch (1782-1831) predikant te Finsterwolde
            - mr. Frans Isaak Abresch (1783-1852) burgemeester en notaris te Zuidhorn
              - mr. Hendrik Guichart Abresch (1812-1882) burgemeester en notaris te Zuidhorn
                - ds. Jeremias Frederik Lodewijk Abresch (1814-1855) predikant te Middelburg
                  - mr. Jeremias Frederik Abresch (1816-1885) jurist, raadsheer bij het gerechtshof Leeuwarden
                    - ds. Johannes Abresch (1822-1897) predikant te Muntendam
                      - ds. Cornelis Van Weerden Abresch, predikant te Nieuw-Scheemda